# دیوانه (فیلم ۲۰۲۴)
دیوانه (به هندی: Sarfira) و (به انگلیسی: Crazy) فیلمی محصول سال ۲۰۲۴ و به کارگردانی سودها کونگارا است. در این فیلم بازیگرانی همچون آکشی کومار، پارش راوال، رادیکا مادان، سیما بیسواس، آر.ساراتکومار و سوریا ایفای نقش کرده‌اند.
این فیلم بازسازی فیلم شجاعت است.